# Малая Суворовка
Ма́лая Суво́ровка — деревня в Елецкого района Липецкой области. Входит в Голиковский сельсовет.

## География
Расположена недалеко от ост. п. 215 км на железнодорожной линии Елец — Липецк.

## История
Основана выходцами из деревни Суворовки, почему и получила такое название.
По данным 1866 года — деревня казённая Суворовские Выселки (или Суворовка).

## Население
| 2008 | 2010 |
| ---- | ---- |
| 95   | ↗111 |